# Danny Kirwan
Daniel David Kirwan, känd som Danny Kirwan, född 13 maj 1950 i Brixton, London, död 8 juni 2018 i London, var en brittisk gitarrist, sångare och låtskrivare.
På inrådan av Mick Fleetwood som sett Kirwan spela i hans grupp Boilerhouse, blev Kirwan medlem i Fleetwood Mac i augusti 1968. Kirwan medverkade på albumen Then Play On (1969), Kiln House (1970), Future Games (1971) och Bare Trees (1972). 1971 hade både Peter Green och Jeremy Spencer lämnat gruppen, och Bob Welch var ny frontfigur. 1972 lämnade även Kirwan Fleetwood Mac efter att i raseri ha slagit sönder sin gitarr under en konsert. Han släppte tre soloalbum under 1970-talet men höll efter det en låg profil. Den 8 juni 2018 hittades Kirwan död på ett härbärge för hemlösa. Han blev 68 år gammal.
Han valdes 1998 in i Rock and Roll Hall of Fame som medlem i Fleetwood Mac.

## Diskografi (urval)

### Med Fleetwood Mac
Album
- English Rose (1969)
- The Pious Bird of Good Omen (1969)
- Then Play On (1969)
- Fleetwood Mac in Chicago/Blues Jam in Chicago, Vols. 1–2 (1969)
- Kiln House (1970)
- Future Games (1971)
- Bare Trees (1972)

### Danny Kirwan solo
Album
- Second Chapter (1975)
- Midnight in San Juan (1976)
- Hello There Big Boy! (1979)